# 白手杖

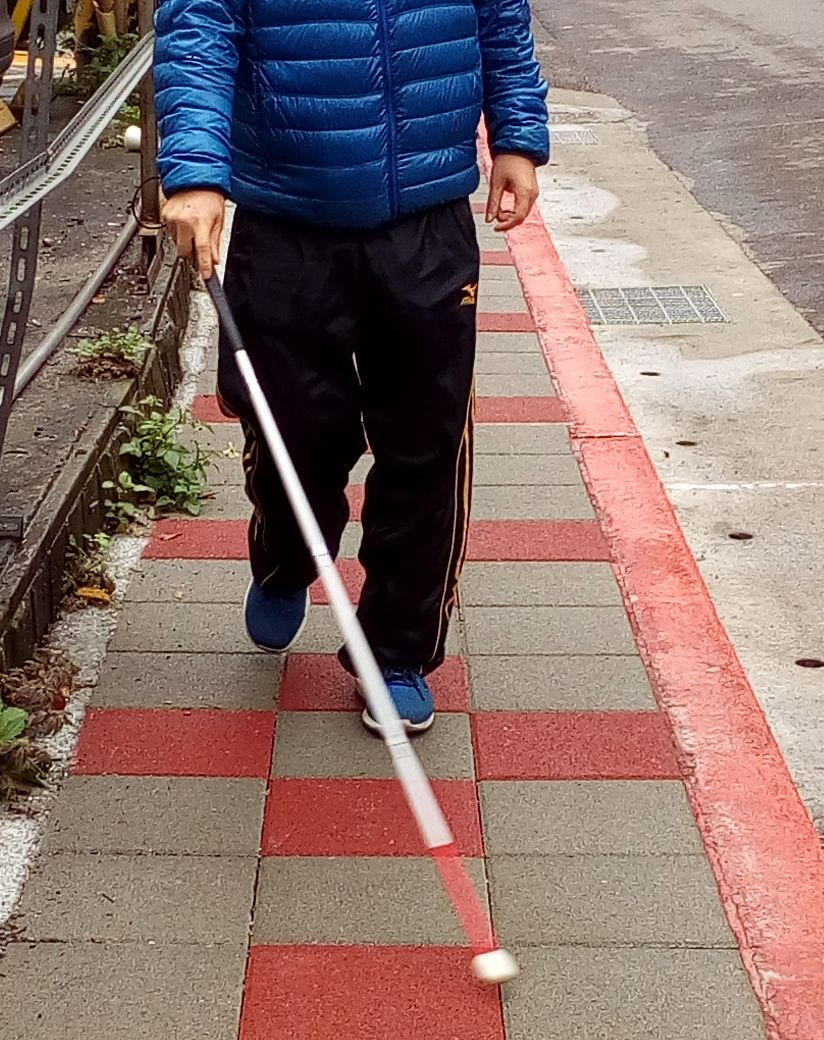
使用白手杖行走的視障者

白手杖（英文：White cane），是視覺障礙者使用之行動輔具之一，特別是全盲或重度低視能之視障者，用以探測、保護、辨識環境路況。簡言之，白手杖用以確認路況安全與否，偵測察覺障礙物位置及路面高低落差並加以繞過或閃避，透過手杖技巧之使用，對環境中物品及路面材質加以區辨。附帶功能是視障者持白手杖行走，能讓旁人快速理解該名視障者是在視覺方面有特殊需求，與長者使用之支撐用枴杖及登山用枴杖有所區別。雖然視障者拿白手杖會有標示作用，多少會產生標籤效應，不見得每位視障者均能接受，但對於外觀上較難辨識其有視覺特別需求者，使用白手杖能減少他人對自己視力狀況產生誤解。

## 白手杖基本結構

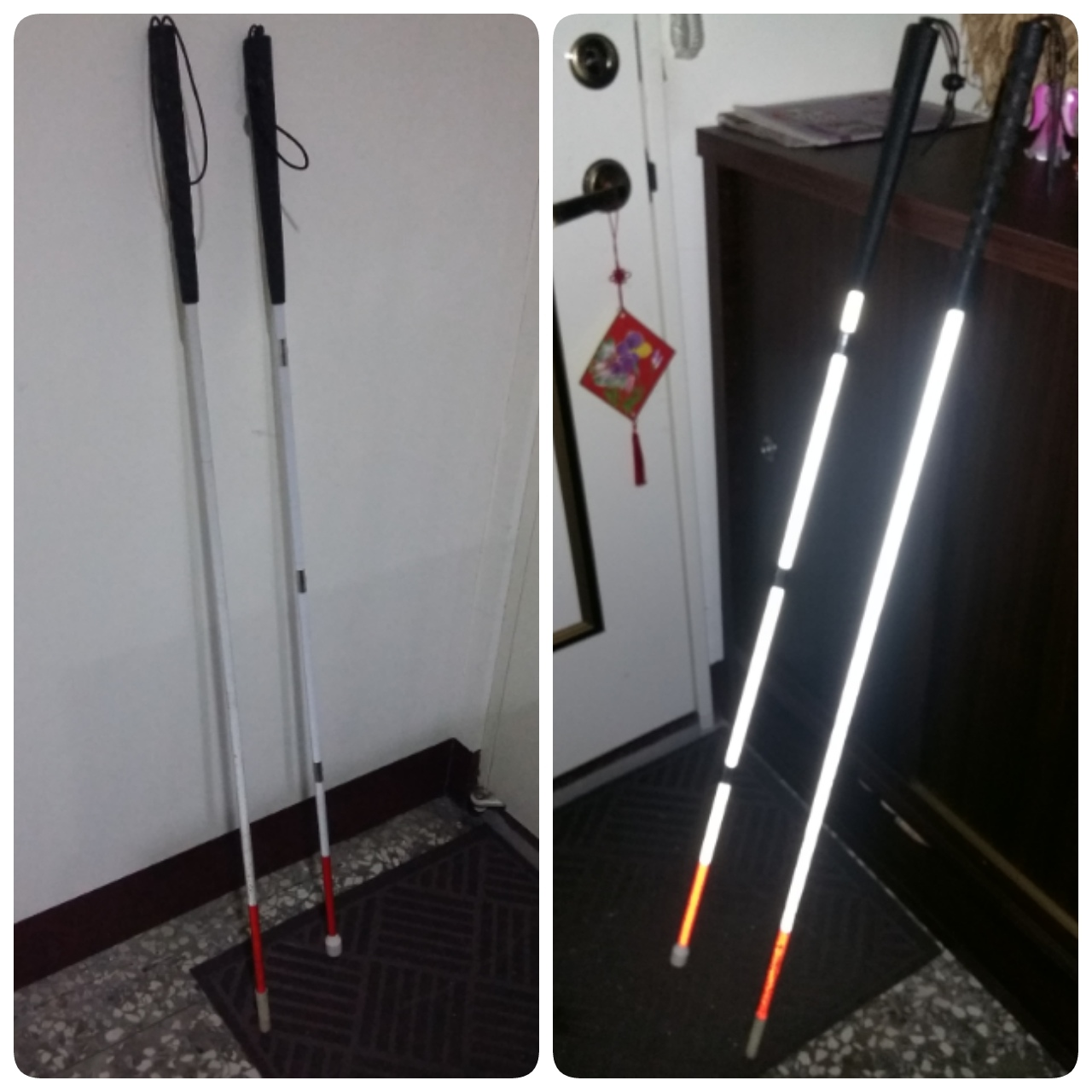
白手杖的反光效果

白手杖依結構分，大致可區分為:杖柄、杖身、杖頭（或稱杖尾），以下分述其功能:
- 杖柄：標準手杖之杖柄材質為橡膠，持握時較為止滑，部份白手杖的杖柄有一側製作成平面，主要用以持杖手指定位（通常是持杖手之食指）、便利靠邊放置、掉落地面減少滾動。
- 杖身：一般白手杖的杖身材質為鋁合金，兼具堅固但保有適度彈性，標準白手杖的杖身會貼一層白色和紅色的特殊反光貼紙，內含有許多細小玻璃珠，在暗處若投以少量光源，能使白手杖如日光燈管一般產生明亮反光，使路人或來車在暗處能留意到視障者的存在。

白手杖的反光貼紙，一般是貼白色，在接近杖頭部位貼上一段10~15公分長的紅色反光貼紙，具有警示作用。
白手杖的杖身材質除了常見的鋁合金，也有使用木頭材質、碳纖維、玻璃纖維...等等其他材質，杖身材質會影響白手杖的重量、回傳的觸感、敲擊或受環境壓力的耐受度。

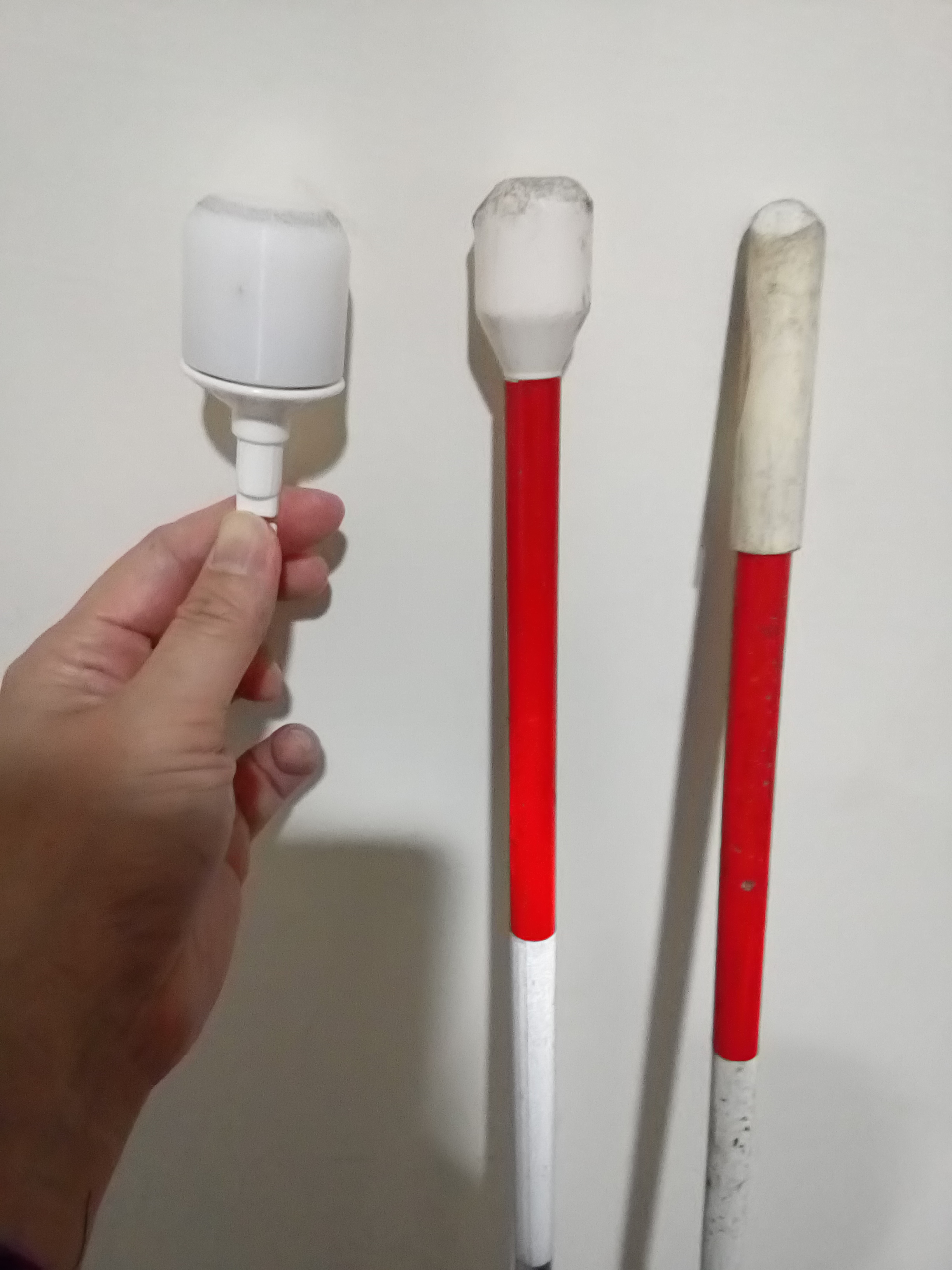
三種杖頭，由左而右依序是:滾輪杖頭、磨菇杖頭、筆型杖頭

- 杖頭（或稱杖尾）:為白手杖接觸地面的部位，杖頭依需求有不同功能的形式，如：筆型杖頭、磨菇杖頭、磨菇滾輪杖頭、球形滾輪杖頭、輪狀滾輪杖頭...等等。依白手杖型式不同，有些白手杖的杖頭可更換，有些則否。

## 常見的白手杖型式
常見的白手杖型式如下：
- 直杖：使用起來回傳觸感最紥實。

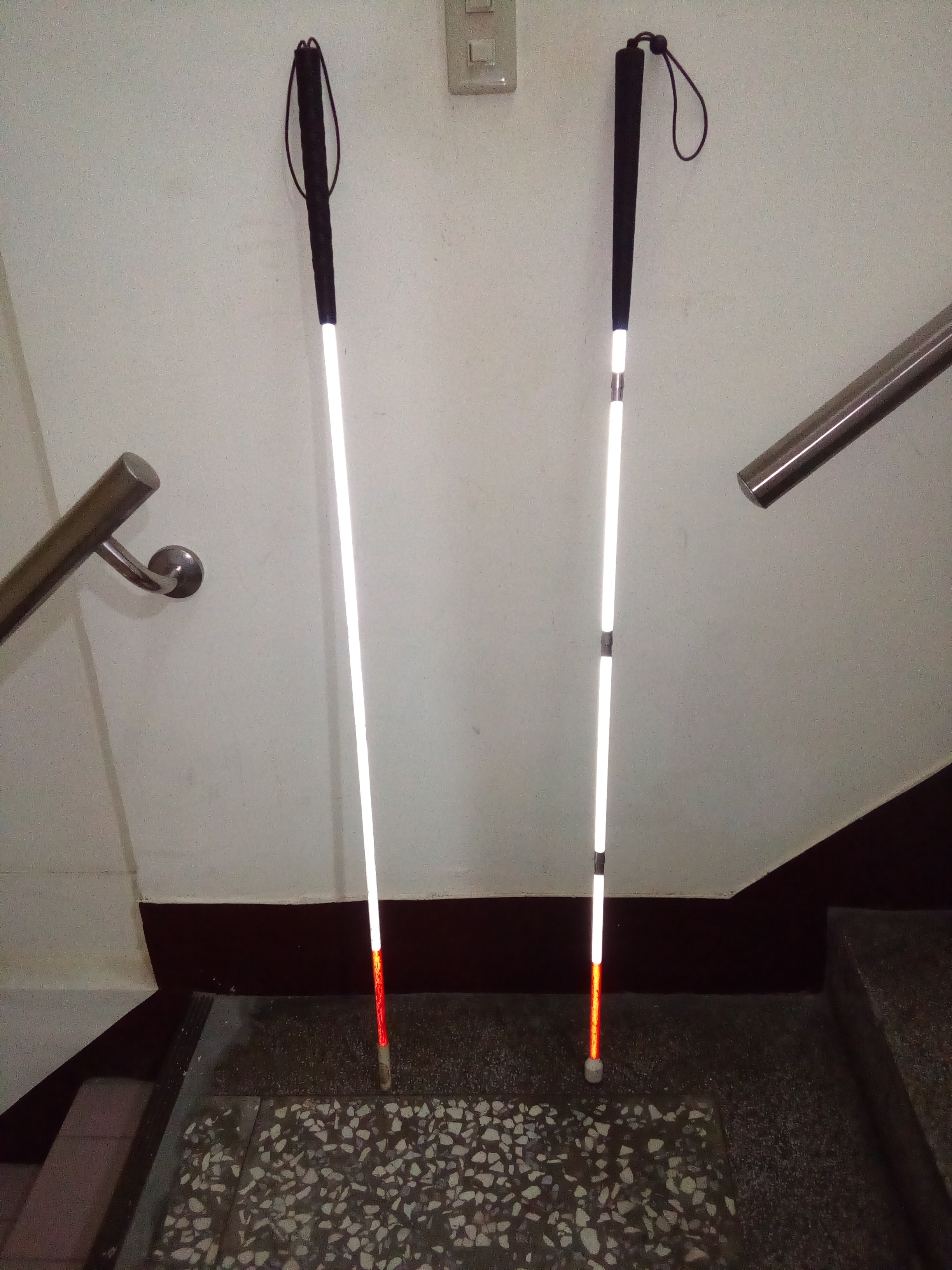
在樓梯間用閃光拍攝的直杖（左）和折疊杖(右)，明顯看出右邊折疊杖節點部份不會反光

- 折疊杖：優點是可折疊，便於收納，有三折、四折、五折等等形式，折疊杖可折的節點愈多，回傳的觸感會愈不紥實。
- 伸縮杖：可伸縮，與折疊杖同樣是便於收納的考量而設計。
- 其他特殊白手杖：提供給除了視障以外，有其他伴隨障礙者使用。
- 科技智慧白手杖：於白手杖附加感應器等裝置，結合相關科技設備或導航系統建置，擴充白手杖的功能。[6][7][8][9]

## 如何選用合適的白手杖
白手杖之選用，若能透過定向行動訓練師加以評估使用者之狀況，依個別需求選用會較為安全適用。基本的評估項目有:
- 使用者的身高：白手杖長度以從地面量起，到使用者心窩處至鎖骨之間的高度。理論上手杖長度應是量身訂作，但在現實因素考量下，很難每根白手杖均量身訂作，常見的折衷方式是將白手杖分批製成不同長度，再提供給使用者選用較接近合適長度者。白手杖長度會較枴杖來得長，主要是因為持握方式、功能及用法不同所致。
- 使用者行走速度：使用者行走速度愈快，使用的白手杖長度理論上愈長；反之則愈短。
- 使用者的手腕肌耐力：白手杖長度愈長，需要愈持久的手腕肌耐力，故若使用者手腕肌耐力愈弱，評估者（通常是定向行動訓練師）會建議選用略短（但同時建議行走速度放慢）的白手杖，或選用滾輪式杖頭以達省力效果。
- 使用者使用白手杖的情境：選用白手杖也需要依據使用者常活動之情境，主要重點在於杖頭選用。

上述幾項僅為基本評估參考，選用合適白手杖是需要專業人員，如：定向行動訓練師、輔具評估人員等等，盡可能結合使用者本身現有相關能力及日常移動情境做出最適切評估，再給予選用白手杖之建議。